# Ahmed Musa
Ahmed Musa (Jos, 1992. október 14. –) nigériai válogatott labdarúgó, a Fatih Karagümrük játékosa.

## Pályafutása

### Klubcsapatban
Ahmed Musa a nigériai GBS Football Academy-ban kezdte pályafutását. 2007 szeptemberében egy toborzón figyeltek fel rá, majd szerződtették. 2008-ban a JUTH FC-nek adták kölcsön,  ahol 18 találkozón játszott, és négy gólt ért el az első két szezonjában. 2009-ben a Kano Pillars csapatánál szerepelt, ugyancsak kölcsönben. 2011 novemberéig Musa tartotta a nigériai élvonalban egy szezonban lőtt legtöbb gól rekordját, ezt akkor Jude Anake döntötte meg.

#### VVV-Venlo
2010 nyarán a holland VVV-Venlo szerződtette, de mivel ekkor még csak 17 éves volt, hivatalosan csak 2010. október 14-én csatlakozhatott új csapatához. Október 30-án a Groningen elleni bajnokin mutatkozott be az Eredivisiében. A Goal.com  szakportál 2011-ben a 100 legtehetségesebb fiatal közé sorolta. 2011 áprilisában a Tottenham Hotspur érdeklődött iránta, de az AFC Ajax is szerződtette volna. 2011. május 1-jén gólt szerzett a Feyenoord elleni találkozón, a Venlo 3-2-es győzelmet aratott és bennmaradt az élvonalban.
2011 szeptemberében egy meg nem nevezett német első osztályú klub érte szóló 10 millió eurós ajánlatát is visszautasították.

#### CSKA Moszkva
2012. január 7-én írt alá az orosz CSZKA Moszkvához, az átigazolási díjat nem hozták nyilvánosságra. 2014. szeptember 17-én bemutatkozhatott a Bajnokok Ligájában is, miután az AS Roma ellen csereként lépett pályára a 82. percben. 2015. június 1-jén a Musa új, négyéves szerződést írt alá a CSKA-val, a 2018-19-es évad végéig. A 2014–2015-ös orosz bajnokságban ő lett az ötödik legeredményesebb góllövő, valamint a hetedik 23 éves vagy annál fiatalabb játékosok egyike, aki egymást követő két idényben tíznél több gólt szerzett Európa hét legerősebb bajnokságának egyikében.

#### Leicester City
2016. július 8-án Musa 16, 6 millió fontért az angol bajnokság címvédőjéhez, a Leicester City-hez igazolt. 2016. augusztus 13-án, a Hull City elleni 2-1-es vereség alkalmával debütált a Premier League-ben. Első gólját október 23-án lőtte a Crystal Palace-nak.

#### CSZKA Moszkva
2018 januárjában kölcsönben visszatért a CSZKA Moszkvához.

#### Al-Naszr
2018. augusztus 3-án négyéves szerződést kötött a szaúdi Al-Naszr csapatával.

## Statisztika

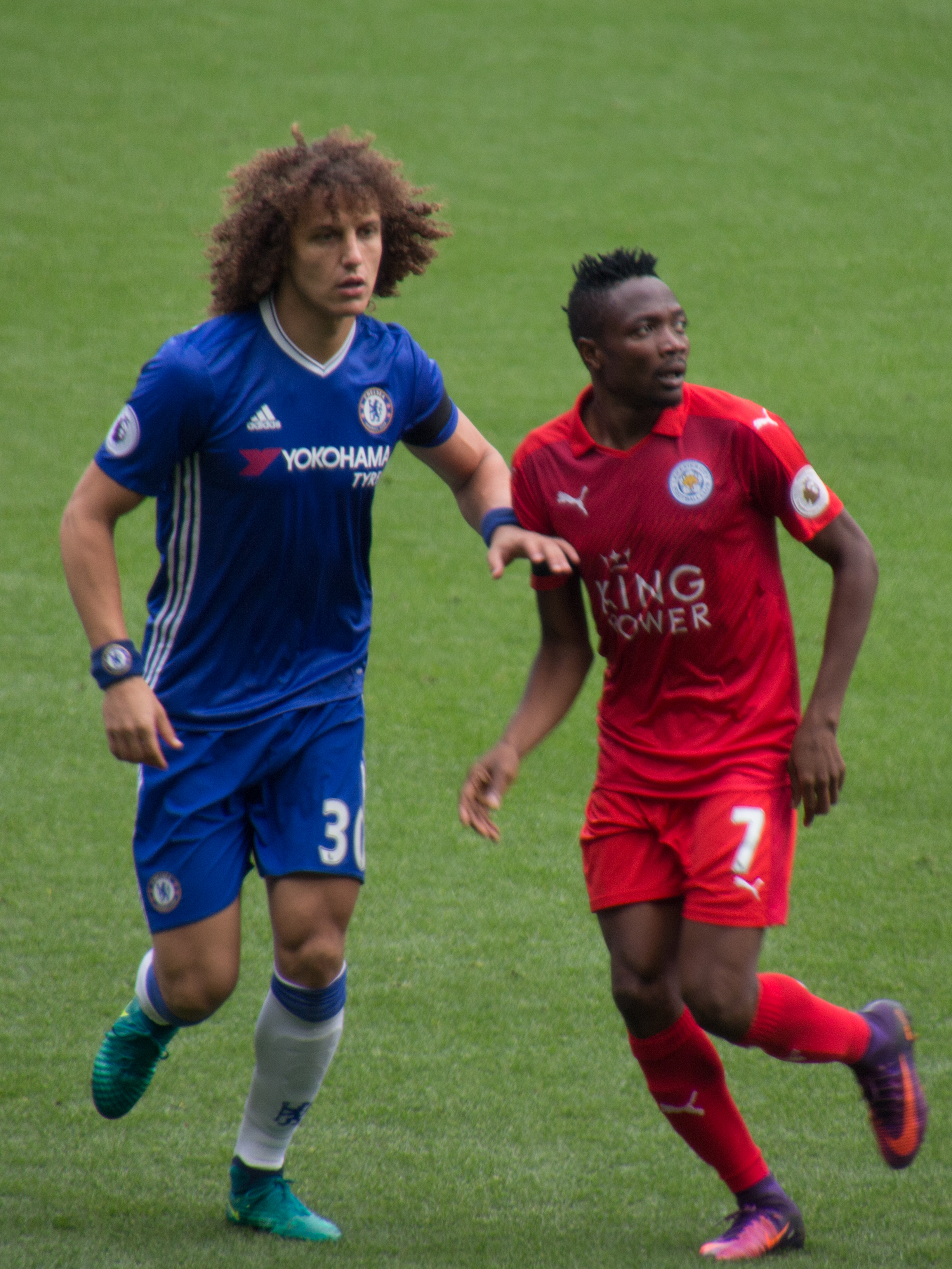
Musa egy Chelsea elleni bajnokin 2016 októberében a Stamford Bridgen

### Klub
2017. február 22-én frissítve.
| Klub           | Szezon         | Bajnokság      | Bajnokság     | Bajnokság | Kupa          | Kupa  | Nemzetközi kupa | Nemzetközi kupa | Egyéb         | Egyéb | Összesen      | Összesen |
| Klub           | Szezon         | Bajnokság      | Pályára lépés | Gólok     | Pályára lépés | Gólok | Pályára lépés   | Gólok           | Pályára lépés | Gólok | Pályára lépés | Gólok    |
| -------------- | -------------- | -------------- | ------------- | --------- | ------------- | ----- | --------------- | --------------- | ------------- | ----- | ------------- | -------- |
| VVV-Venlo      | 2010–11        | Eredivisie     | 23            | 5         | 0             | 0     | —               | —               | 4             | 2     | 27            | 7        |
| VVV-Venlo      | 2011–12        | Eredivisie     | 14            | 3         | 1             | 0     | —               | —               | —             | —     | 15            | 3        |
| VVV-Venlo      | Összesen       | Összesen       | 37            | 8         | 1             | 0     | 0               | 0               | 4             | 2     | 42            | 10       |
| CSZKA Moszkva  | 2011–12        | Premjer League | 11            | 1         | 0             | 0     | 2               | 0               | —             | —     | 13            | 1        |
| CSZKA Moszkva  | 2012–13        | Premjer League | 28            | 11        | 5             | 4     | 2               | 0               | —             | —     | 35            | 15       |
| CSZKA Moszkva  | 2013–14        | Premjer League | 26            | 7         | 4             | 1     | 6               | 1               | 1             | 0     | 37            | 9        |
| CSZKA Moszkva  | 2014–15        | Premjer League | 30            | 10        | 2             | 0     | 6               | 1               | 1             | 0     | 39            | 11       |
| CSZKA Moszkva  | 2015–16        | Premjer League | 29            | 13        | 1             | 0     | 10              | 4               | 0             | 0     | 40            | 17       |
| CSZKA Moszkva  | Összesen       | Összesen       | 124           | 42        | 12            | 5     | 26              | 6               | 2             | 0     | 164           | 54       |
| Leicester City | 2016–17        | Premier League | 18            | 2         | 4             | 2     | 5               | 0               | 1             | 0     | 29            | 4        |
| Leicester City | Összesen       | Összesen       | 18            | 2         | 4             | 2     | 5               | 0               | 1             | 0     | 29            | 4        |
| Karrier összes | Karrier összes | Karrier összes | 180           | 54        | 17            | 7     | 31              | 6               | 7             | 2     | 235           | 68       |

### Válogatott
| Nigéria  | Nigéria       | Nigéria |
| Év       | Pályára lépés | Gólok   |
| -------- | ------------- | ------- |
| 2010     | 2             | 0       |
| 2011     | 10            | 1       |
| 2012     | 6             | 2       |
| 2013     | 16            | 2       |
| 2014     | 12            | 4       |
| 2015     | 10            | 2       |
| 2016     | 5             | 0       |
| 2017     | 5             | 0       |
| 2018     | 13            | 4       |
| 2019     | 8             | 0       |
| Összesen | 86            | 15      |

2019. július 18-án frissítve.

## Sikerei, díjai

### Klub
CSKA
- Orosz bajnok (3): 2012–13, 2013–14, 2015–16
- Orosz kupa: 2012–13
- Orosz szuperkupa (2): 2013, 2014

### Válogatott
Nigéria U20
- U20-as afrikai nemzetek kupája: 2011

Nigéria
- WAFU-nemzetek kupája: 2011
- Afrikai nemzetek kupája: 2013

### Egyéni
- A nigériai bajnokság gólkirálya: 2009–10
- Az év afrikai csapatának tagja: 2014
- AzOrosz kupa gólkirálya: 2012–13
- Az orosz bajnokság 33 legjobb futballistájának listája: 2012–13